# 千住町
千住町（せんじゅまち）は、1889年（明治22年）5月1日から1932年（昭和7年）10月1日まで存在した東京府南足立郡の町。
現在の東京都足立区千住、千住大川町、千住寿町、千住中居町、千住仲町、千住河原町、千住橋戸町、千住緑町、千住宮元町、千住龍田町、千住柳町、千住元町、千住桜木、千住関屋町、千住東、千住旭町、千住曙町、足立一・四丁目、中央本町二・三丁目、梅島一丁目に相当する。

## 概要
- 東京府南足立郡の南部の町で、かつての千住宿が置かれるなど交通の要衝であるため、当町に南足立郡の郡役所が設置されていた。

## 村名の由来
旧来の「千住」に由来。

## 歴史

### 年表
- 1889年（明治22年）5月1日 - 市制町村制の施行により千住北組、千住中組の2町を合併統合し千住町が発足[1]。
- 1931年（昭和6年）1月1日 - 従来の大字・小字を改廃し、本町一〜五丁目ほか計27大字を設置。これまで日光街道沿い以外はほとんどが各大字の入会地であったのを改めたもの。
- 1932年（昭和7年）10月1日 - 西新井町、梅島町、舎人村、渕江村、東渕江村、伊興村、江北村、綾瀬村、花畑村とともに東京市へ編入され足立区となる[2]。当町の大字は本町一〜五丁目が「千住一〜五丁目」に、その他は「千住」を冠した町名となる。
  - この時に、旧南足立郡役所及び千住町役場庁舎がそのまま足立区役所庁舎となった。戦中戦後と建て替えを経て、1996年に中央本町の新庁舎移転をもってその役目を全うした。跡地には石碑および東京芸術センターが建てられている。

## 人口
- 1920年 31,047
- 1925年 52,101
- 1930年 69,085

## 地域の歴史

### 千住中組
| 明治22年以前   | 明治22年5月1日 - 昭和6年 | 昭和7年 - 昭和17年 | 昭和18年 - 現在 | 現在   |
| -------------- | ------------------------ | ------------------ | --------------- | ------ |
| 足立郡千住北組 | 南足立郡千住町           | 東京市足立区       | 東京都足立区    | 足立区 |
| 足立郡千住中組 | 南足立郡千住町           | 東京市足立区       | 東京都足立区    | 足立区 |